# 四国中央市立南小学校
四国中央市立南小学校（しこくちゅうおうしりつ みなみしょうがっこう）は、愛媛県四国中央市金田町金川145にある小学校。

## 沿革
- 1980年（昭和55年）
  - 4月1日 - 金田・下川・川滝（柴生地区のみ）の各小学校を統合し、川之江市立南小学校開校。
  - 4月2日 - 開校式挙行。
  - 7月12日 - プール完成。
  - 9月1日 - 校旗・校歌制定。
- 1981年（昭和56年）
  - 2月9日 - 金田農協より、校旗寄贈。
  - 3月24日 - 山川酒造より、体育館垂幕一式寄贈。
  - 日付不明 - 校舎増築工事（普通教室4・音楽教室1・音楽準備室1）着工。
- 1982年（昭和57年）3月22日 - 校舎増築工事完工。
- 1984年（昭和59年）3月1日 - 前庭排水溝完工。
- 1985年（昭和60年）2月8日 - 楽焼庫完工。
- 1987年（昭和62年）
  - 3月10日 - 修景緑化工事運動場校庭植樹。
  - 9月1日 - 遊具（ミニロープウェーイ）完成。
- 1991年（平成3年）
  - 3月2日 - 前庭中庭の一部アスファルト舗装工事と南棟南外廊足洗い場工事完了。
  - 5月10日 - プール南側学級園を学校田にする改良工事完了。
- 1992年（平成4年）
  - 5月1日 - 小鳥小屋金網張替。
  - 5月20日 - プール修理塗装。
  - 9月11日 - この日から11月30日まで、大プール改修工事。
- 1993年（平成5年）
  - 1月17日 - 自然観察流水園完成。
  - 3月1日 - なかよし広場動物ランド完工。
- 1996年（平成8年）12月9日 - 避難場所に指定。
- 1998年（平成10年）11月18日 - ふるさと学習コーナー設置（郷土館の一部資料を移管）。
- 1999年（平成11年）
  - 4月1日 - 放課後児童健全育成事業「学童クラブ」開始。
  - 8月30日 - 給食調理員休憩室の新設工事。同日、教育用コンピューター設置（児童2名に1台）。
  - 9月26日 - この日開催の運動会を、創立20周年記念大運動会として開催。
- 2000年（平成12年）
  - 3月1日 - 創立20周年記念として、地区有志より、鍛帳・スクリーンなどを設置。
  - 6月10日 - コンピューター室の空調設備完工。
- 2001年（平成13年）
  - 3月1日 - 焼却炉を解体撤去。
  - 6月18日 - 児童昇降機天井屋根防水工事。
  - 6月26日 - 保健室空調設備完工。
  - 8月30日 - 中庭通路舗装完工。
- 2002年（平成14年）
  - 4月1日 - 学校週5日制完全実施。
  - 8月13日 - 生ゴミ処理施設完工。
  - 8月30日 - 飼育小屋改修。
  - 10月1日 - 心の相談員を配置。
- 2003年（平成15年）
  - 2月18日 - 体育館水銀灯取り付け工事終了。
  - 5月29日 - 南校舎屋上防水工事完了。
  - 12月26日 - 中央廊下補修。
- 2004年（平成16年）
  - 3月18日 - 体育館暗幕修繕。
  - 4月1日 - 市町村合併により、四国中央市立南小学校と改称。
  - 5月27日 - 北校舎屋上防水工事完了。
  - 7月12日 - 校長室・職員室・事務室の空調設備完工。
  - 8月6日 - パソコン新機種導入。
  - 8月27日 - 校旗新調。
  - 9月22日 - せせらぎ広場修復。
- 2005年（平成17年）
  - 3月10日 - 3階中央廊下の雨漏を修繕。
  - 4月 - 情緒障害児学級設置。
  - 6月14日 - プールサイド屋根補修。
  - 8月26日 - 柳組改装工事。
  - 9月10日 - 遊具改修。
- 2006年（平成18年）
  - 2月18日 - 柳組空調設備完工。
  - 3月19日 - 音楽室カーペット張り替え。
  - 5月1日 - 正面玄関階段補修。同日、体育館雨漏り補修。
  - 7月5日 - せせらぎ広場の池を埋め立て。
- 2007年（平成19年）
  - 3月10日 - 正面玄関横付け。
  - 5月28日 - 遊具撤去。
  - 12月11日 - ブランコ交換。
- 2008年（平成20年）
  - 1月7日 - 遊具撤去。
  - 4月26日 - 警備システム工事。
  - 5月17日 - 体育館防水工事。
  - 8月28日 - 体育館北側倉庫改修。
  - 9月20日 - 給食室大型換気扇交換。
  - 11月18日 - 読み聞かせ「みなみの森」開始。
- 2012年（平成24年）
  - 4月30日 - 通常学級のガラスを一部透明にするぬすり交換工事実施。
  - 5月30日 - 北校舎2階男子トイレ改修。
  - 日付不明 - 大プールサイド一部補修工事。
  - 10月17日 - 音楽会用舞台を購入。
- 2013年（平成25年）
  - 6月1日 - 北校舎耐震補強工事開始。
  - 10月1日 - 南校舎耐震補強工事開始。
  - 10月31日 - 北校舎耐震補強工事完了。飼育小屋改築。浄化槽改良。
  - 11月29日 - 2学年と4学年・5学年が仮設校舎に移動。
  - 12月2日 - 運動場トイレ完成し、遊具移動。
- 2014年（平成26年）
  - 3月15日 - 南校舎完成。音楽室床張り替え。
  - 5月25日 - 小プール床と側面塗り替え工事。
  - 6月1日 - 体育館耐震補強工事開始（新電設備）。
  - 9月30日 - 体育館耐震補強工事完成。体育館トイレ設置。
  - 10月1日 - 音楽室ピアノ新調。
- 2015年（平成27年）3月18日 - 防災倉庫設置。
- 2016年（平成28年）
  - 8月31日 - 桃組空調設備完工。
  - 11月 - 体育館放送設備改修設置。
  - 時期不明 - 運動場西側と正門前（坂）の桜の強剪定。
- 2017年（平成29年）
  - 春休み期間 - 校舎回りカイズカを剪定。
  - 7月初旬 - プール回りの一部床張り替え。
  - 12月25日 - 体育館照明落下防止工事とバスケットコート付け替え。
- 2018年（平成30年）
  - 5月初旬 - プールスタート台を補修し、プールサイドを一部張り替え。
- 2019年（平成31年・令和元年）
  - 4月23日 - 南小応援ボランティア開設。
  - 11月 - この月から、エアコン設置工事実施。
  - 11月23日 - 創立40周年記念事業開催。
  - 12月 - この月から、パソコン教室入れ替え工事実施。
- 2020年（令和2年）
  - 3月4日 - この日から3月25日まで、新型コロナウイルス感染拡大防止のため、臨時休校の措置を採る。この影響で、卒業式と修了式は規模を縮小したほか、離任式は中止となった。
  - 4月21日 - この日から5月22日まで、新型コロナウイルス感染拡大防止のため、臨時休校の措置を採ったが、5月12日から5月21日までは分散登校を実施した。
- 2021年（令和3年）
  - 2月12日 - GIGAスクール構想ネットワーク環境整備工事完了。
  - 時期不明 - 正門前登校道北斜面の樹木剪定作業実施。
- 2022年（令和4年）2月10日 - 便所改修工事（洋式便器増設・手洗い場水洗化）完了。
- 2023年（令和5年）
  - 時期不明 - 正門前登校道北斜面の樹木剪定作業と校庭内樹木強剪定作業実施。
  - 8月8日 - 各教室に網戸設置。

## 通学区域
- 金田町金川、金田町半田、金田町三角寺、柴生町、下川町[1]

## 進学先の中学校
- 四国中央市立川之江南中学校（全域）[2]

## 通学区域内
- 森の湖畔公園

## アクセス
- 瀬戸内運輸バス川之江七田線で、「長途路」停留所より、
  - 七田行停留所から、徒歩約215m・約4分。
  - 川之江駅前行停留所から、徒歩約150m・約3分。

## 通学区域が隣接している学校
- 四国中央市立松柏小学校
- 四国中央市立妻鳥小学校
- 四国中央市立上分小学校
- 四国中央市立金生第一小学校
- 四国中央市立金生第二小学校
- 四国中央市立川滝小学校
- 四国中央市立新宮小中学校
- 香川県観音寺市立大野原小学校
- 徳島県三好市立池田小学校・三好市立白地小学校・三好市立馬路小学校から選択可能な区域

## 出身者
- 代木大和 - プロ野球選手